# Arma Secreta
Arma Secreta é um single da cantora Cassiane, parte do álbum Nível do Céu, lançado em maio de 2018 pela gravadora MK Music, com produção musical de Jairinho Manhães, marido da cantora.
A canção foi composta pelo músico Cláudio Louvor e conta com influências de música cristã contemporânea.
O videoclipe da canção foi lançado no mesmo ano e ganhou mais de 300 mil visualizações no YouTube.